# 上海市民文化节
上海市民文化节是上海市人民政府创办于2013年的一项大型全民参与性的文化活动，首届市民文化节活动开始于3月23日，将一直持续到年底，分春、夏、秋、冬四个阶段推进，以全市208个社区文化活动中心为主要活动场地，同时在申城重点文化广场、公共绿地和部分商业中心设立70个左右室外活动场地，當年举办各类活动2.2万场，参与人次2400万。
2024年3月30日，當年的上海市民文化节開幕。當年的上海市民文化节以“人民城市 人人出彩”为主题。